# حادث قوس الثور (فلم)
حادث قوس الثور (بالإنجليزية: The Ox-Bow Incident) هو فيلم تم إنتاجه في الولايات المتحدة وصدر في سنة 1943.
يعتبر الفيلم رسالة واضحة لإخلاقيات البشر، بالقانون والجريمة، في علاقة المجرم والضحية، علاقة الاب والابن !
«عندما تذهب لمشاهدة فيلم عن الغرب الأمريكي في تلك الحقبة فأنك تتوقع فيلماً ممتع ومليء بالاثارة والاكشن و مشاهد القتال لكن هذا الفيلم يفاجئك برسالة لكل الازمان تلازمك وتعطيك جرعة اخلاقية ويؤثر فيك من حيث لا تعلم» - كلينت إيستوود متحدثا عن الفيلم.
• حصل الفيلم على ترشيح للأوسكار لأفضل فيلم لكنه خسر لصالح كازبلانكا (فيلم 1942)
كذلك الفيلم من أفضل الافلام التي تتحدث حول محاكمة حسب معهد الفيلم الأمريكي

## بطولة
- هنري فوندا
- أنتوني كوين

## الميزانية والإيرادات
بلغت تكلفة إنتاج الفيلم حوالي 565,000 دولار بينما حقق أرباحا تقدر بـ 750,000 (rentals) دولار.

### ترشيحات وجوائز
| السنة | الحدث  | الفئة     | النتيجة |
| ----- | ------ | --------- | ------- |
| 1942  | أوسكار | أفضل فيلم | ترشـيـح |

## وصلات خارجية
- مقالات تستعمل روابط فنية بلا صلة مع ويكي بيانات